# Esther Stroy
Esther Stroy (* 12. August 1953 in Washington, D.C.) ist eine ehemalige US-amerikanische Sprinterin.
Bei den Olympischen Spielen 1968 erreichte sie über 400 m das Halbfinale.
1971 gewann sie bei den Panamerikanischen Spielen in Cali Bronze über 200 m und siegte in der 4-mal-400-Meter-Staffel.
1971 und 1972 wurde sie US-Hallenmeisterin über 220 Yards.

## Persönliche Bestzeiten
- 200 m: 23,6 s, 14. Mai 1972, Philadelphia
- 400 m: 53,5 s, 14. Oktober 1968, Mexiko-Stadt